# Cypress Gardens
Cypress Gardens é uma Região censo-designada localizada no estado americano de Flórida, no Condado de Polk.

## Demografia
Segundo o censo americano de 2000, a sua população era de 8844 habitantes.

## Geografia
De acordo com o United States Census Bureau tem uma área de
11,1 km², dos quais 9,8 km² cobertos por terra e 1,3 km² cobertos por água.

## Localidades na vizinhança
O diagrama seguinte representa as localidades num raio de 8 km ao redor de Cypress Gardens.